# Molophilus (Austromolophilus) pulchripes
Molophilus (Austromolophilus) pulchripes is een tweevleugelige uit de familie steltmuggen (Limoniidae). De soort komt voor in het Australaziatisch gebied.